# Étienne Texier d'Hautefeuille
Pour les articles homonymes, voir Texier, Famille d'Hautefeuille, Famille Texier d'Hautefeuille et Hautefeuille.
Louis-Étienne Texier d'Hautefeuille, dit le « Bailli d'Hautefeuille », né le 9 décembre 1626 à Malicorne (Yonne) et mort le 3 mai 1702 à Paris, est un chevalier de l'ordre de Saint-Jean de Jérusalem.

## Biographie

### Dans l'ordre de Saint-Jean de Jérusalem
Reçu de minorité à l'âge de 7 ans, le 30 mai 1633 dans l'ordre de Saint-Jean de Jérusalem. Il fera ses caravanes et présentera ses vœux pour devenir chevalier, bailli capitulaire de l'Ordre de 1669 à 1691 et prieur provincial au grand prieuré d'Aquitaine du 23 septembre 1691 à sa mort le 3 mai 1702. Il fut également ambassadeur extraordinaire de son Ordre à la cour de France.

### Prélature
Parallèlement, à la mort de Jacques de Souvré, des lettres royales du 14 août 1670 lui donnèrent pour successeur, Étienne d'Hautefeuille. Lieutenant-Général des Armées du Roi le 25 février 1677.

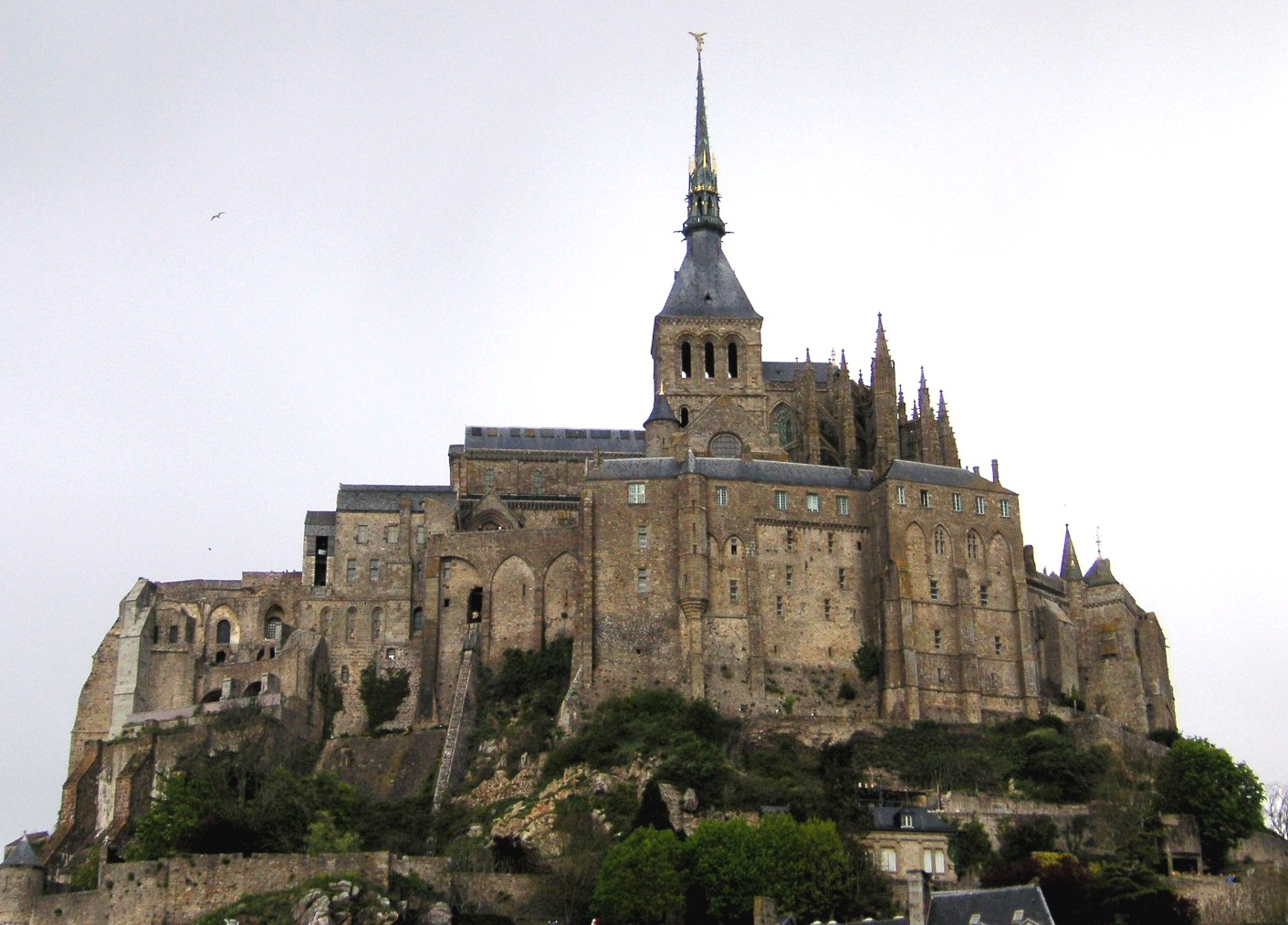
Le Mont Saint-Michel

Sous sa prélature, se succède à la tête de son monastère, par décision du chapitre général de la congrégation de Saint-Maur, de Michel Gazon, appelé à de plus hautes fonctions en 1671, à Jean Godefroy, qui mourut dans ce monastère l’année même de son élection, à don Chevor, appelé à ces fonctions le 17 juin 1672, et à don Laurent Henault, dont la nomination par la diète de 1674 fut confirmée l’année suivante. Michel Brion, chargé de ces fonctions le 6 juin 1676, fut obligé, par maladie, de déposer la démission de son titre, qui fut conféré l’année même à don Philippe Rousseau, et à Guillaume de Rieux le 28 mai 1681. Son successeur, don Pierre Terrien, élu le 27 mai 1684. Don Joseph Aubrée, qui fut élu en 1687, eut pour successeur don Henry Fermelys, en 1690. Le chapitre général le remplaça, en 1693, par don Jean Loisie. L'accord qu'il leur consentit attribuait à la communauté tous les droits et dépendances du prieuré de Cancale et de Saint-Méloir, des baronnies de Saint-Jean-Ie-Thomas et de Brion, des fiefs de Bouillon, de Bacilly et du Pré-de-la-Haize, sous la réserve seule de la présentation aux bénéfices.